# Latronema conglobatum
Latronema conglobatum is een rondwormensoort uit de familie van de Selachinematidae. De wetenschappelijke naam van de soort is voor het eerst geldig gepubliceerd in 1964 door Gerlach.